# A World of Keflings
A World of Keflings é um jogo de construção de cidades desenvolvido pela NinjaBee e publicado pela Microsoft Studios, foi lançado em 22 de dezembro de 2010 para Xbox 360,  jogo e uma sequência do jogo A Kingdom for Keflings lançado em 2008.

## Jogabilidade
O jogo segue o Avatar do jogador (ou Mii, na versão Wii U), que é um gigante no mundo dos Keflings. Tal como no jogo anterior, os Keflings são pessoas minúsculas, semelhantes aos elfos, que precisam da ajuda do jogador para construir os seus reinos. O jogador os ajuda coletando recursos e construindo edifícios, tarefas que também podem ser delegadas aos Keflings. Ao longo do jogo, o jogador completa missões e visita três reinos distintos;  o Reino do Gelo, o Reino da Floresta e o Reino do Deserto. Cada reino apresenta seu próprio clima, recursos e personagens únicos. O jogador pode obter acesso a conteúdo adicional se também possuir ilomilo, Cloning Clyde ou Raskulls.
Além do componente multijogador online herdado de seu antecessor, A World of Keflings apresenta multijogador local, permitindo que dois jogadores trabalhem juntos no mesmo mundo para realizar tarefas.

## Desenvolvimento, lançamento e marketing
A World of Keflings foi lançado para Xbox Live Arcade em 22 de dezembro de 2010, para a Windows 8 Game Store em 13 de março de 2013, e para Wii U em 13 de novembro de 2014. É descrito por seus desenvolvedores como “muito mais que uma sequência” e foi projetado com um ambiente mais diversificado e um foco mais pesado na história. O jogo foi lançado como parte da promoção Games for the Holidays da Microsoft, junto com ilomilo e Raskulls. Também passou a fazer parte do programa Avatar Famestar.
Três pacotes de expansão para download foram lançados para a versão Xbox Live, conhecidos como The Curse of the Zombiesaurus, It Came from Outer Space e Sugar, Spice e Not So Nice, cada um seguindo um enredo diferente que ocorre após o jogo principal. Essas expansões foram incluídas junto com o lançamento do Wii U.

## Recepção
A World of Keflings recebeu críticas geralmente favoráveis para a versão Xbox 360, ganhando 77/100, e críticas mistas ou médias para a versão Wii U, marcando 70/100 no agregador de críticas Metacritic  Levi Buchanan da IGN deu ao jogo uma nota 8,0 de 10, elogiando seu humor e ritmo, mas apontando a dificuldade de trabalhar em áreas lotadas.
Segundo o Gamasutra, o jogo foi o mais vendido no primeiro semestre de 2011 e vendeu mais de 224 mil cópias até o final do ano. Vendeu 1.800.000 cópias em todo o mundo em 2018.

## Referência
1. 1 2  «Xbox.com | A World of Keflings». www.Xbox.com. Consultado em 12 de janeiro de 2015. Cópia arquivada em 8 de abril de 2011
2. 1 2  Makuch, Eddie (23 de outubro de 2014). «Former Xbox/PC Exclusive World of Keflings Coming to Wii U Next Month». GameSpot. Consultado em 12 de janeiro de 2015
3. ↑  Totilo, Stephen (2 de dezembro de 2010). «Buy These Three Xbox Games And They'll Cross Over». Kotaku. Consultado em 12 de janeiro de 2015
4. 1 2 3  Buchanan, Levi (22 de dezembro de 2010). «A World of Keflings Review». IGN. Consultado em 12 de janeiro de 2015. Cópia arquivada em 4 de agosto de 2012
5. ↑  Hill, Andrew (13 de março de 2013). «A World of Keflings Comes to Win 8 Today, Wii U Later This Year». Official NinjaBee blog. Consultado em 12 de janeiro de 2015
6. ↑  «Nintendo - A World of Keflings». www.nintendo.com. Nintendo. Consultado em 12 de janeiro de 2015
7. ↑  Hatfield, Daemon (28 de janeiro de 2010). «A World of Keflings Announced». IGN. Consultado em 12 de janeiro de 2015
8. ↑  PerLee, Ben (2010). «NinjaBee Studios on Games for Holidays crossover». GameZone. Consultado em 12 de janeiro de 2015
9. ↑  NinjaBee. «A World of Keflings!». www.ninjabee.com. Consultado em 8 de outubro de 2016
10. ↑  Juba, Joe (22 de dezembro de 2010). «World Of Keflings Review: Ninja Bee's Sequel Builds On A Solid Foundation». Game Informer. Consultado em 24 de junho de 2020
11. ↑  Bruce, Zubriski (23 de fevereiro de 2011). «A WORLD OF KEFLINGS REVIEW». GamesRadar+. Consultado em 24 de junho de 2020
12. ↑  pixelpirate (3 de janeiro de 2011). «Test : A World of Keflings». Jeuxvideo.com. Consultado em 24 de junho de 2020
13. ↑  Meli, Jowi (28 de dezembro de 2014). «A World of Keflings Review (Wii U eShop)». Nintendo Life. Consultado em 24 de junho de 2020
14. ↑  Corbran, J.P. (5 de dezembro de 2014). «A World of Keflings Review». Nintendo World Report. Consultado em 24 de junho de 2020
15. 1 2  «A World of Keflings for Xbox 360 Reviews». Metacritic. Consultado em 12 de janeiro de 2015
16. 1 2  «A World of Keflings for Wii U Reviews». Metacritic. Consultado em 24 de junho de 2020
17. ↑  Langley, Ryan (20 de janeiro de 2012). «Xbox Live Arcade by the numbers - the 2011 year in review». Gamasutra. Consultado em 12 de janeiro de 2015

## Ligações Externas
- Site oficial NinjaBee